# BS Television
Blustar Tv era una televisione locale pugliese con sede a Taranto attiva dal 1990 al 2015. In precedenza il socio di maggioranza era l'industriale Cosimo Quaranta. Tra il 2008 ed il 2009 l'emittente è stata acquistata da un gruppo di imprenditori, ma in breve tempo la TV ritornò nelle mani di Cosimo Quaranta e nel 2009 venne rilevata da un altro gruppo editoriale che darà all'emittente uno slancio comunicativo grazie soprattutto all'abnegazione di un direttore infaticabile che ne cambia fortemente i connotati.
Trasmetteva principalmente contenuti legati all'informazione e allo sport tarantini, proiettandosi alla produzione di format soprattutto di approfondimento.
Viene chiusa il 31 ottobre 2015.

## Redazione
Angela Tanzarella Direttore responsabile
Alessandra Abatemattei
Anna Grazia Angolano
Giada Petruzzi
Debora Notarnicola
Marco Ruffo
Roberta Moschetti